# مارواود
مارواود (به لاتین: Marwałd) یک روستا در لهستان است که در گمینا دانبروونو واقع شده‌است. مارواود ۲۹۰ نفر جمعیت دارد.